# Fast Film
Pour les articles homonymes, voir Fast (homonymie).
Pour plus de détails, voir Fiche technique et Distribution.
Fast Film est un court métrage expérimental autrichien réalisé par Virgil Widrich, sorti en 2003.

## Scénario
Une femme est enlevée sous les yeux d'un homme. Celui-ci va devoir rattraper un train pour la sauver, puis tomber dans l'antre du méchant pour en sortir victorieusement par les airs.

## Fiche technique
- Réalisation : Virgil Widrich
- Scénario : Virgil Widrich
- Production : Bady Minck et Virgil Widrich
- Image : Martin Putz
- Montage : Virgil Widrich
- Pays de production :  Autriche, en coproduction avec  Allemagne et  Luxembourg
- Format : couleurs / Noir et blanc - 35mm - 1,66:1 - Dolby Digital
- Durée : 14 minutes
- Dates de sortie :
  - Autriche : 1er mai 2003
  - France : 24 mai 2003 (Festival de Cannes)

## Commentaires
Ce film est un grand montage de pellicules découpées et collées de manière à obtenir plusieurs fragments pour un même corps, ou bien une image pliée en origami. La technique se rapproche de celle du Found footage.
Le film a nécessité deux ans de travail, sur 65 000 photogrammes tirés de plus de 300 films différents.

## Distinctions

### Récompenses
- Meilleur court métrage expérimental au Festival international du film de Melbourne en 2003
- Meilleur court métrage d'animation au Festival international du court métrage de Toronto en 2003

### Nominations
- Palme d'or du court métrage au Festival de Cannes en 2003